# Krajský přebor – Brno 1952
Krajský přebor – Brno 1952 byl jednou ze 21 skupin 2. nejvyšší fotbalové soutěže v Československu. O titul přeborníka Brněnského kraje se utkalo 12 týmů každý s každým dvoukolovým systémem jaro–podzim. Jednalo se o 4. z 11 ročníků soutěže (1949–1959/60). 
Tato dvě utkání rozhodla o krajském přeborníkovi:
- 17.05.1952: Zbrojovka Brno – GZ Královo Pole I 3:1[2][3][4]
- 24.08.1952: GZ Královo Pole I – Zbrojovka Brno 1:0[5][6]

Vítězné mužstvo Zbrojovky Brno následně neuspělo v kvalifikačním turnaji o postup do Přeboru československé republiky 1953 (I. liga). Do obnovené druhé ligy v ročníku 1953 postoupilo mužstvo ZSJ GZ Královo Pole I („A“) a Ústřední dům Rudé hvězdy Brno do ní byl instalován.

## Konečná tabulka
Zdroj: 
| Poř. | Tým                               | Z  | V  | R | P  | VG  | OG  | B  |
| ---- | --------------------------------- | -- | -- | - | -- | --- | --- | -- |
| 1.   | ZSJ Zbrojovka Brno                | 22 | 21 | 0 | 1  | 116 | 16  | 42 |
| 2.   | ZSJ GZ Královo Pole I („A“)       | 22 | 21 | 0 | 1  | 132 | 20  | 42 |
| 3.   | ZSJ TOS Kuřim                     | 22 | 14 | 2 | 6  | 84  | 46  | 30 |
| 4.   | JTO Sokol Lanžhot                 | 22 | 12 | 1 | 9  | 86  | 55  | 25 |
| 5.   | ZSJ GZ Královo Pole II („B“) (N)  | 22 | 10 | 3 | 9  | 53  | 61  | 23 |
| 6.   | Ústřední dům Rudé hvězdy Brno (N) | 22 | 9  | 4 | 9  | 55  | 70  | 22 |
| 7.   | ZSJ ZPS Líšeň (N)                 | 22 | 8  | 3 | 11 | 58  | 51  | 19 |
| 8.   | ZSJ Fučíkovy závody Brno          | 22 | 8  | 3 | 11 | 46  | 78  | 19 |
| 9.   | JTO Sokol Rajhrad (N)             | 22 | 5  | 4 | 13 | 50  | 98  | 14 |
| 10.  | ZSJ Papírny Tišnov (N)            | 22 | 5  | 1 | 16 | 48  | 104 | 11 |
| 11.  | ZSJ Fruta Podivín (N)             | 22 | 3  | 5 | 14 | 31  | 86  | 11 |
| 12.  | ZSJ Vlněna Brno-Tuřany (N)        | 22 | 2  | 3 | 17 | 28  | 102 | 7  |

Poznámky:
- Z = Odehrané zápasy; V = Vítězství; R = Remízy; P = Prohry; VG = Vstřelené góly; OG = Obdržené góly; B = Body; (S) = Mužstvo sestoupivší z vyšší soutěže; (N) = Nováček (postoupivší z nižší soutěže)

|  | Postup do Celostátní československé soutěže v kopané 1953 (II. liga)  |
|  | Přechod do Celostátní československé soutěže v kopané 1953 (II. liga) |
|  | Přechod do Krajského přeboru – Brno 1953 (III. liga)                  |
|  | Přechod do skupin Krajské soutěže – Brno 1953 (IV. liga)              |